# La Crau
La Crau is een gemeente in het Franse departement Var (regio Provence-Alpes-Côte d'Azur). De plaats maakt deel uit van het arrondissement Toulon. La Crau telde op 1 januari 2022 19.416 inwoners.
De gemeente ligt in een toeristische streek, boven de Azurenkust. De landbouw blijft belangrijk, met wijnbouw en bloementeelt.
De heuvel Mont Fenouillet domineert de gemeente. Bovenop deze heuvel staat de kapel Notre-Dame-de-Consolation. Deze werd gebouwd rond 1850 nadat een eerdere kapel uit de 14e eeuw werd verwoest tijdens de Franse Revolutie.

## Geschiedenis
In de Romeinse tijd was er een kleine nederzetting aan de oever van de Gapeau. In de middeleeuwen ontstonden verschillende gehuchten op het grondgebied van de huidige gemeente. Notre-Dame in de 13e eeuw en later La Moutonne en Les Pourpres. Deze gehuchten vielen onder Hyères. Uit Les Pourpres groeide het centrum van La Crau. In de 15e eeuw werd een klein kanaal, Le Béal, gegraven waarop graanmolens werden gebouwd. Het kanaal diende ook als wasplaats en voor de irrigatie van gewassen.
In 1853 werd de gemeente La Crau opgericht, bestaande uit de dorpen La Crau d'Hyères en La Moutonne. Na de jaren 1960 kende de gemeente een sterke bevolkingsgroei.
Vincent van Gogh schilderde er een aantal bloeiende perzikbomen. Dit schilderij, dat ook La Crau heet, werd na zijn dood gekocht door de Lotharings-Belgische kunstenaar Anna Boch.

## Geografie
De oppervlakte van La Crau bedroeg op 1 januari 2022 37,87 vierkante kilometer; de bevolkingsdichtheid was toen 512,7 inwoners per km².
De rivier Gapeau stroomt door de gemeente om in Hyères uit te monden in zee. 1.300 ha van de oppervlakte is bebost.
De gemeente ligt tussen Hyères en Toulon en ligt ten noorden van de badplaats Carqueiranne. Buiten het stadscentrum zijn er verschillende gehuchten: Notre Dame, Les Martins, Les Goys Founiers en La Moutonne, waarvan het laatste met ongeveer 4.000 inwoners het grootste is.
De onderstaande kaart toont de ligging van La Crau met de belangrijkste infrastructuur en aangrenzende gemeenten.

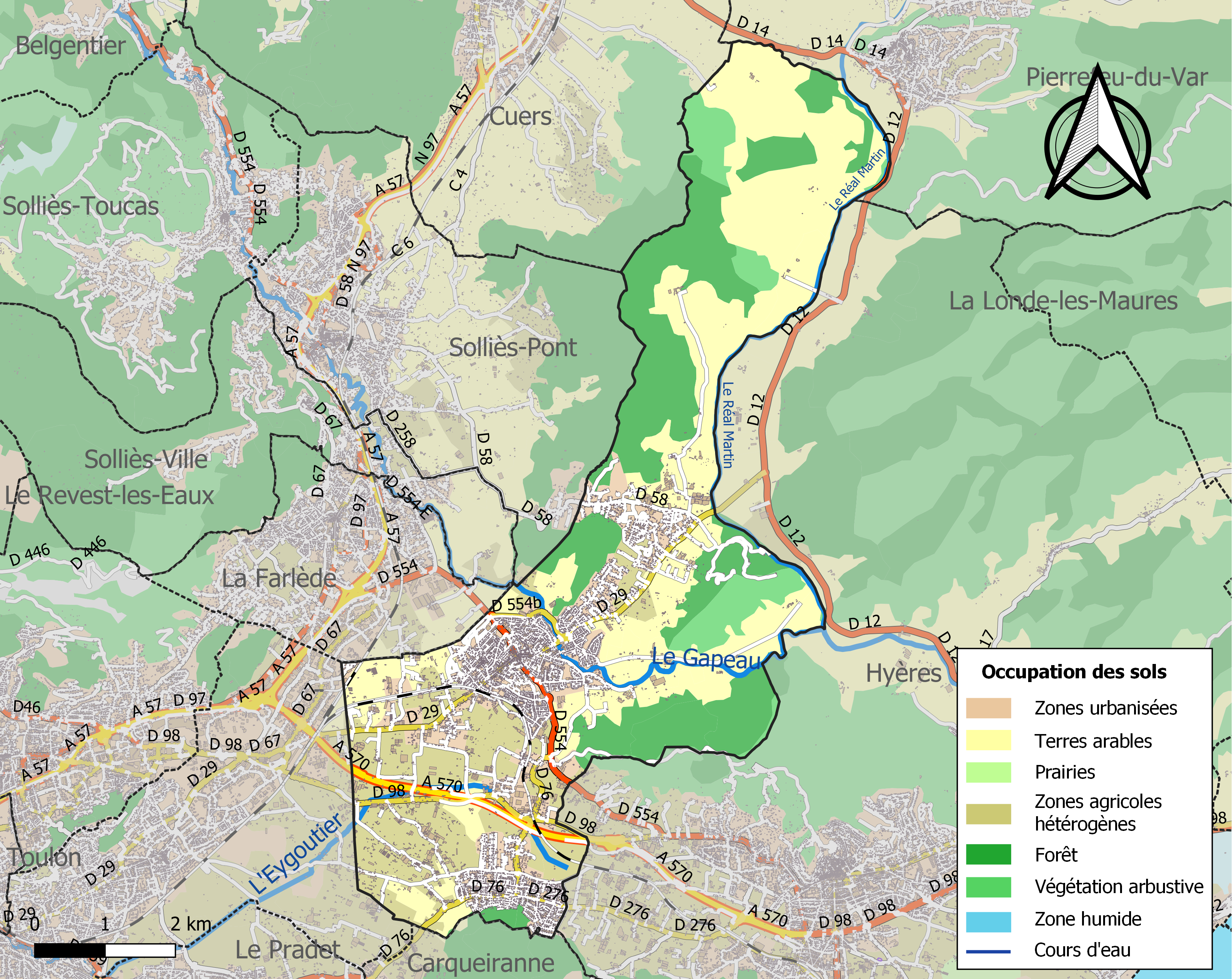

## Verkeer en vervoer
In de gemeente ligt spoorwegstation La Crau.

## Demografie
Onderstaande figuur toont het verloop van het inwonertal (bron: INSEE-tellingen).